# Pastinaak
Pastinaak (Pastinaca sativa subsp. sativa), pinksternakel of witte wortel is een plant uit de schermbloemenfamilie (Apiaceae). Het is een circa 20 cm lang wortelgewas met een zoete anijsachtige smaak en een crème-witte kleur. Door de lengte van de penwortel is de groente niet geschikt voor teelt op kleigronden. Pastinaak wordt doorgaans in de tweede helft van april gezaaid. Bij vroeger zaaien gaat de plant al in het eerste jaar bloeien. Hoewel de pastinaak al in de zomer kan worden geoogst wordt hij meestal gezien als wintergroente. Vaak wacht men met rooien tot er een koude periode is geweest, dit zou de smaak ten goede komen. Oogsten is de hele winter door mogelijk omdat de wortel in de grond niet doodvriest.

## Herkomst
De pastinaak komt oorspronkelijk uit het Middellandse Zeegebied. De plant was al bekend bij de Oude Grieken en de Romeinen. De plant was oorspronkelijk zo groot als een gewone wortel (peen). Bij hun trek naar het noorden namen de Romeinse soldaten de pastinaak mee. Daar bleek dat de pastinaak in koudere gebieden veel groter werd. De pastinaak kwam in de Middeleeuwen naar West-Europa en was vóór de introductie van de aardappel een belangrijk volksvoedsel. In Groot-Brittannië en Ierland is de "witte wortel" populair gebleven. In de Verenigde Staten aten de immigranten aanvankelijk ook pastinaak, meegebracht door de Engelsen. Net als elders is ook daar de pastinaak vervangen door de aardappel.

## Syntaxonomie
Pastinaak staat te boek als zwakke kensoort voor de glanshaver-associatie (Arrhenatheretum elatioris).
Verder geldt zij als indicatorsoort voor het mesofiel hooiland (hu) subtype Glanshavergrasland, een karteringseenheid in de Biologische Waarderingskaart (BWK) van Vlaanderen en het Brussels Hoofdstedelijk Gewest.

## Gebruik
Net als de winterwortel kan pastinaak zowel rauw als gekookt of gestoofd worden gegeten. De pastinaak kan ook gebakken worden of tot stamppot verwerkt. Gefrituurde pastinaak lijkt op aardappelchips. De pastinaak wordt onder andere gebruikt als ingrediënt van hutspot en maakte deel uit van de hutspot zoals die bij het Leidens ontzet van 1574 werd gegeten. De pastinaak wordt ook vaak als smaakverfijner gebruikt in soep.

## Inhoudsstoffen
100 gram verse pastinaak bevat:
| Energetische waarde | 333 kJ/80 kcal |
| Koolhydraten        | 15 gram        |
| Eiwit               | 1,3 gram       |
| Vet                 | 0,4 gram       |
| Vitamine C          | 18 mg          |
| Vitamine B1         | 0,08 mg        |
| Vitamine B2         | 0,08 mg        |
| Caroteen            | 0,02 mg        |
| Calcium             | 51 mg          |
| IJzer               | 0,6 mg         |

De pastinaak komt ook in het wild voor en bloeit als tweejarige plant van juli tot september met een 60-90 cm lange stengel in een geelachtig scherm. De 4-8 mm lange en 3-6 mm brede, strogele tot lichtbruine vrucht is een splitvrucht. De wilde pastinaak komt in België en Nederland voor in bermen, uiterwaarden, op dijken en ook op open plekken in de duinen. Hij kan gevonden worden op plekken waar brandnetels groeien.

## Afbeeldingen

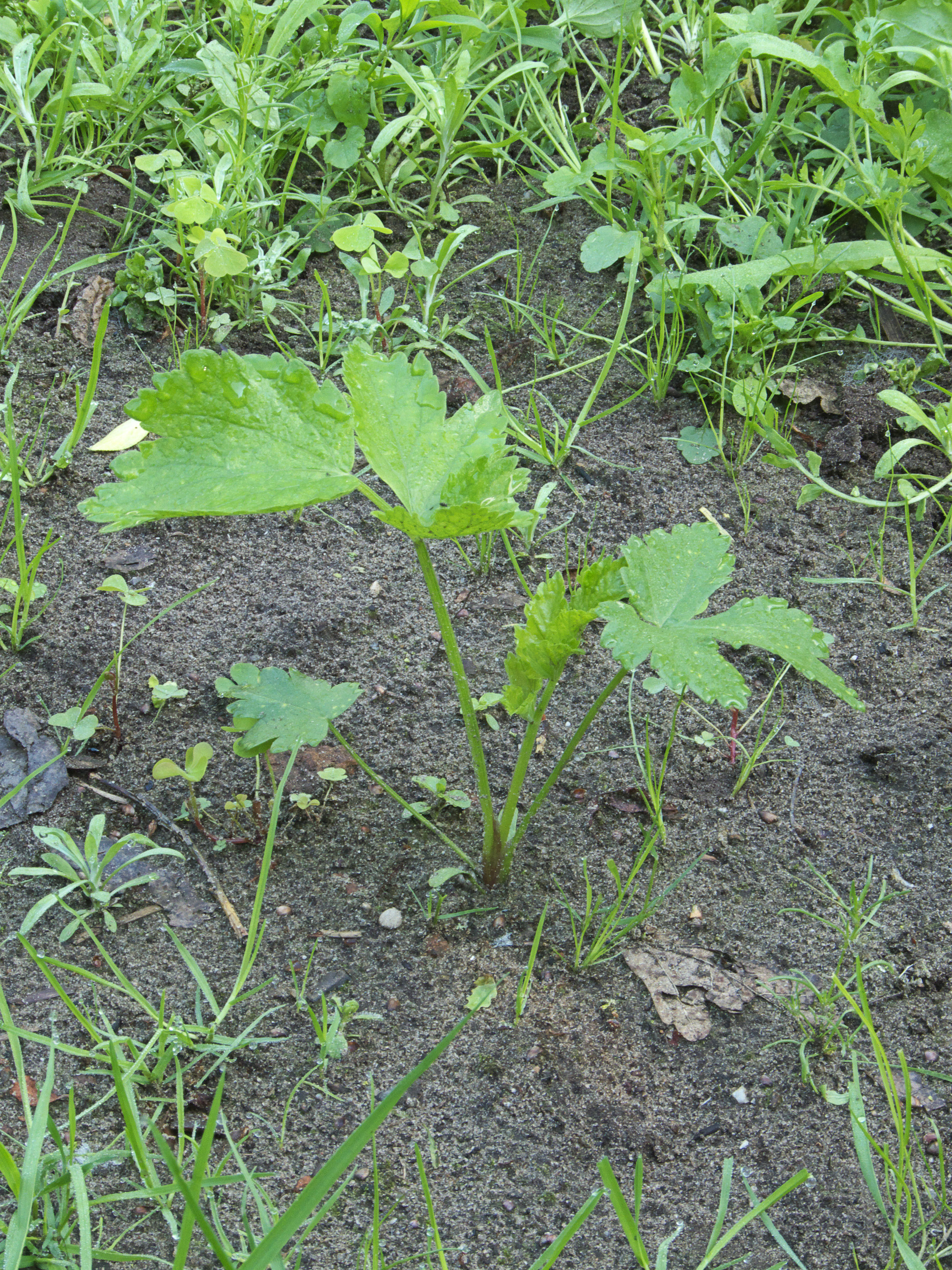
jonge plant
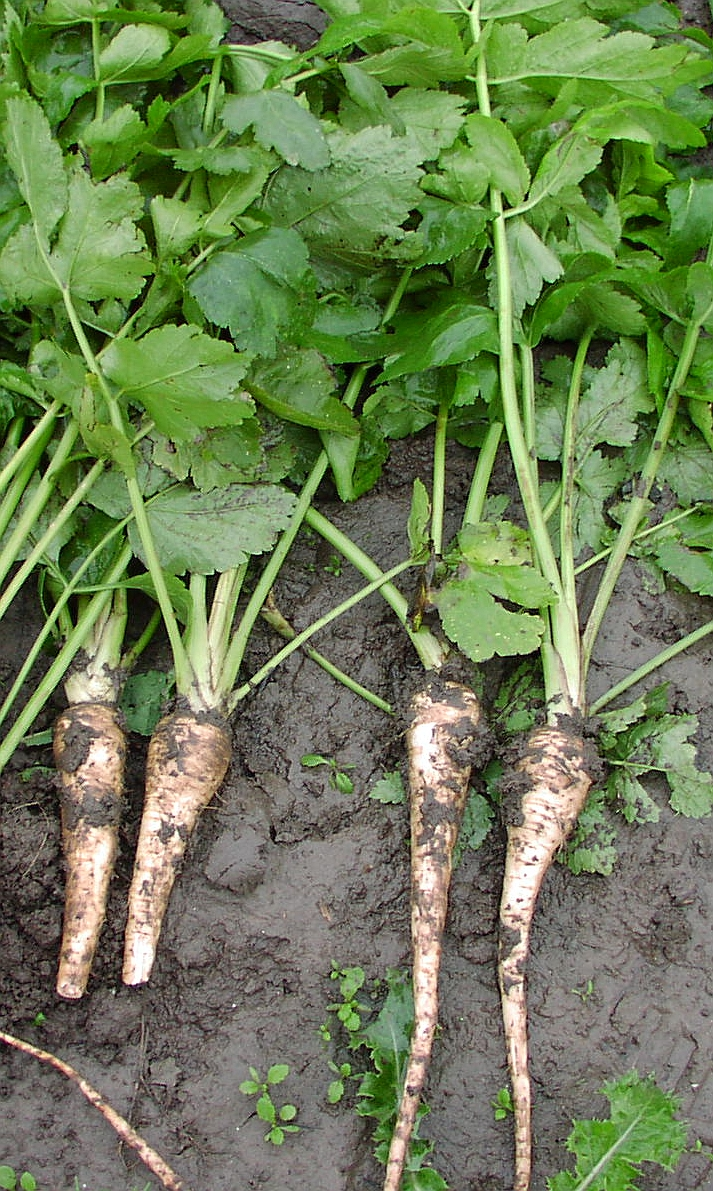
geoogste Pastinaak
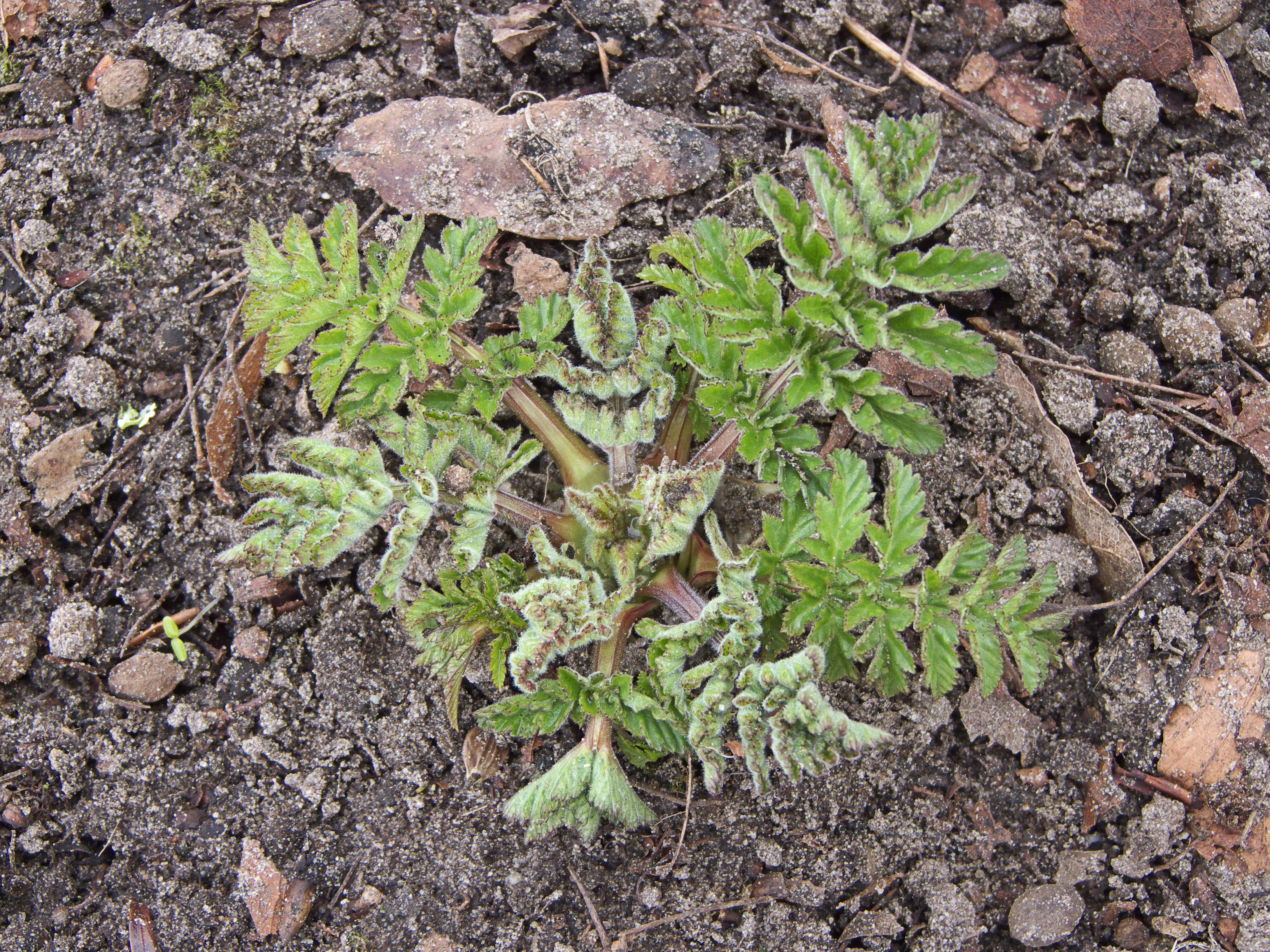
hergroei in 2e jaar
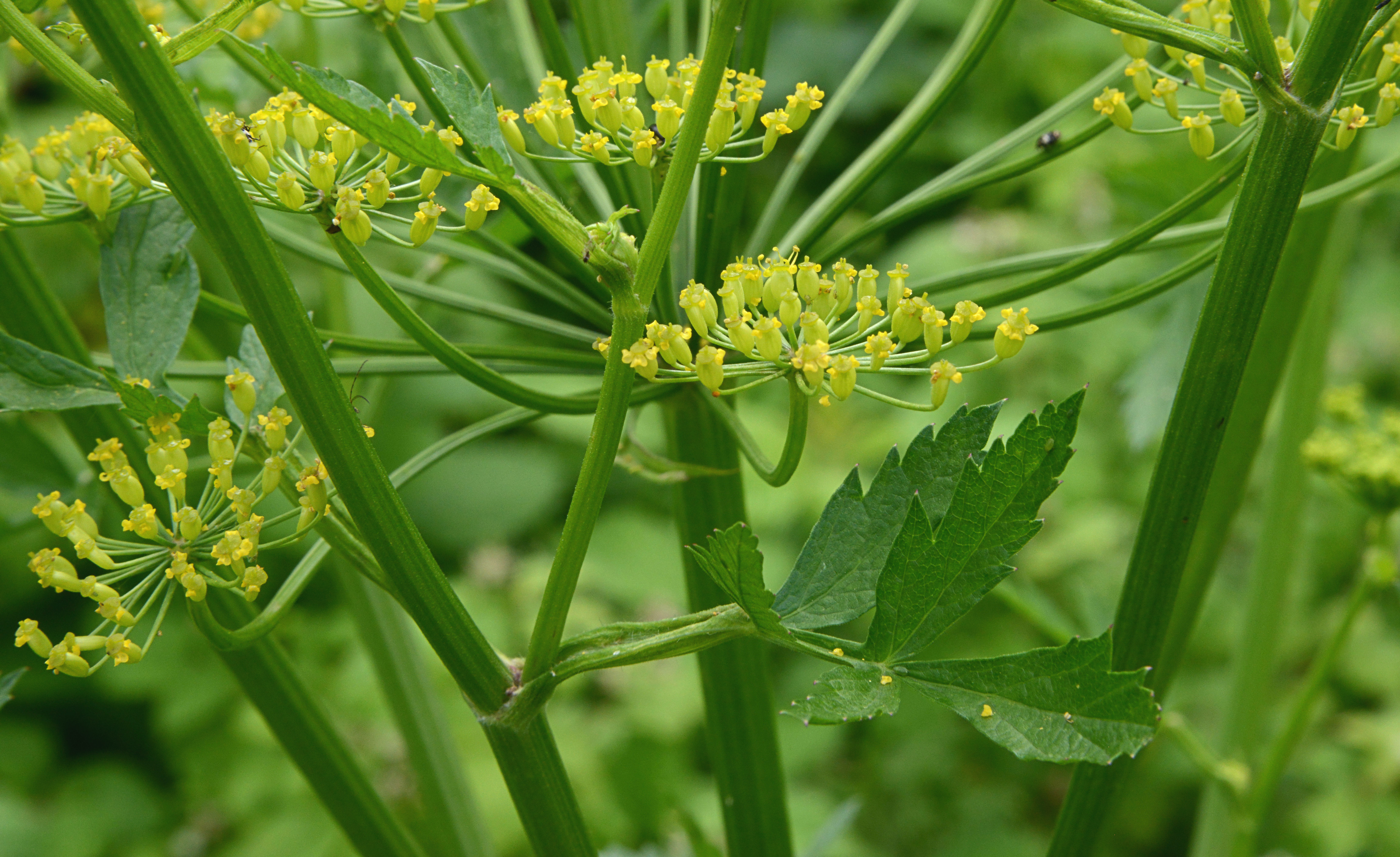
bloemen met meeldraden
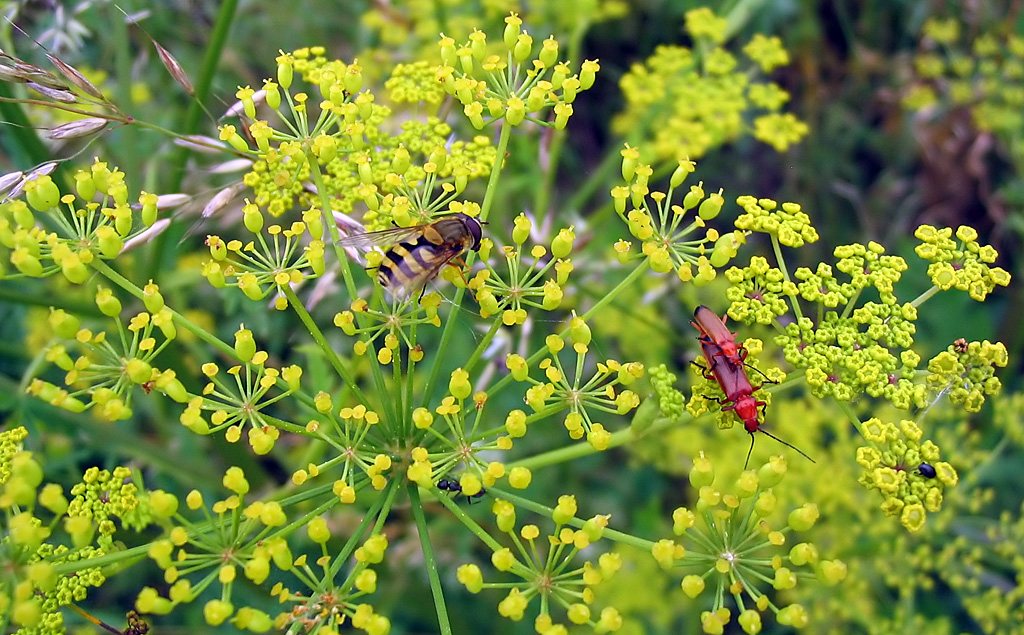
bloemen
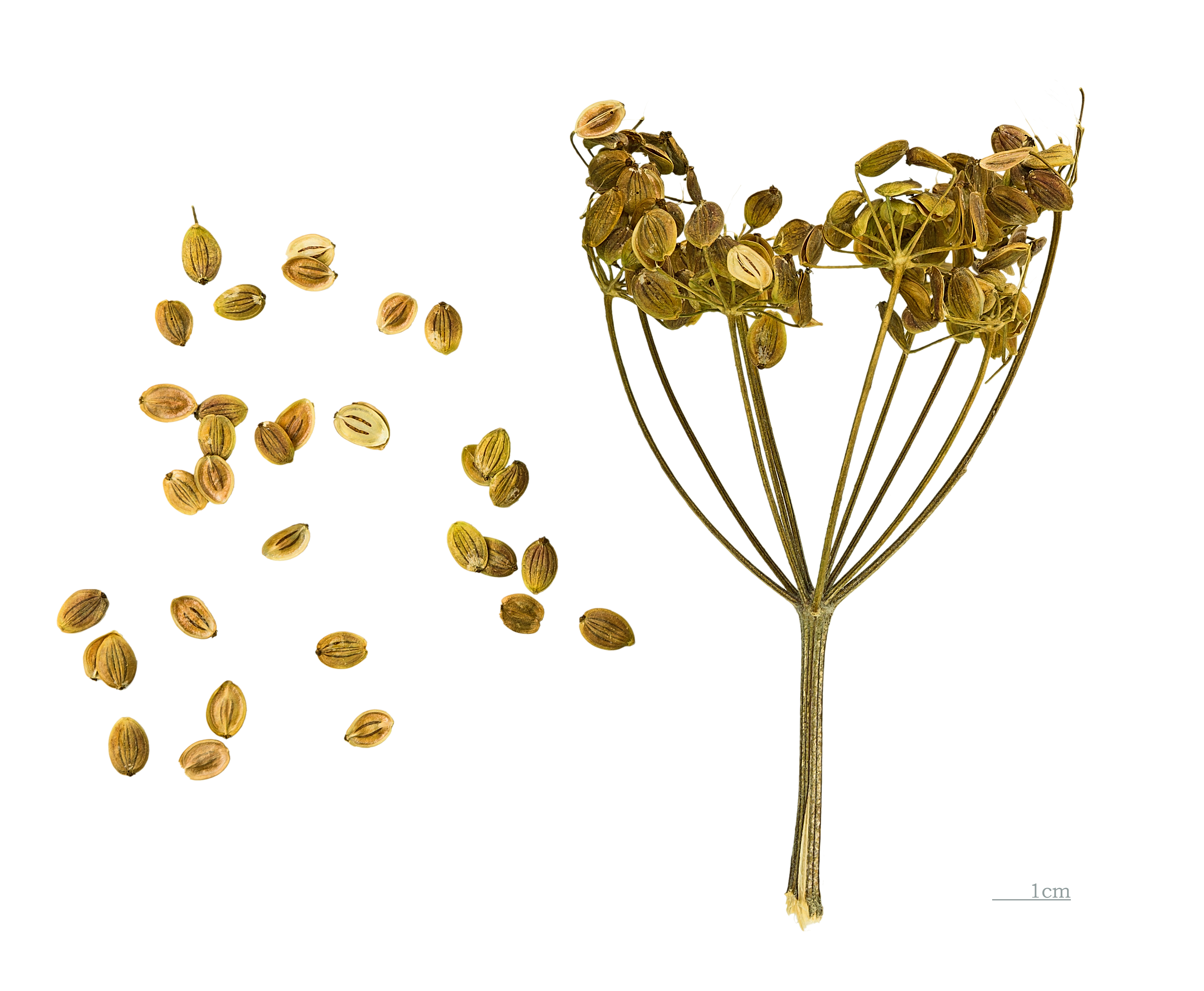
vruchten
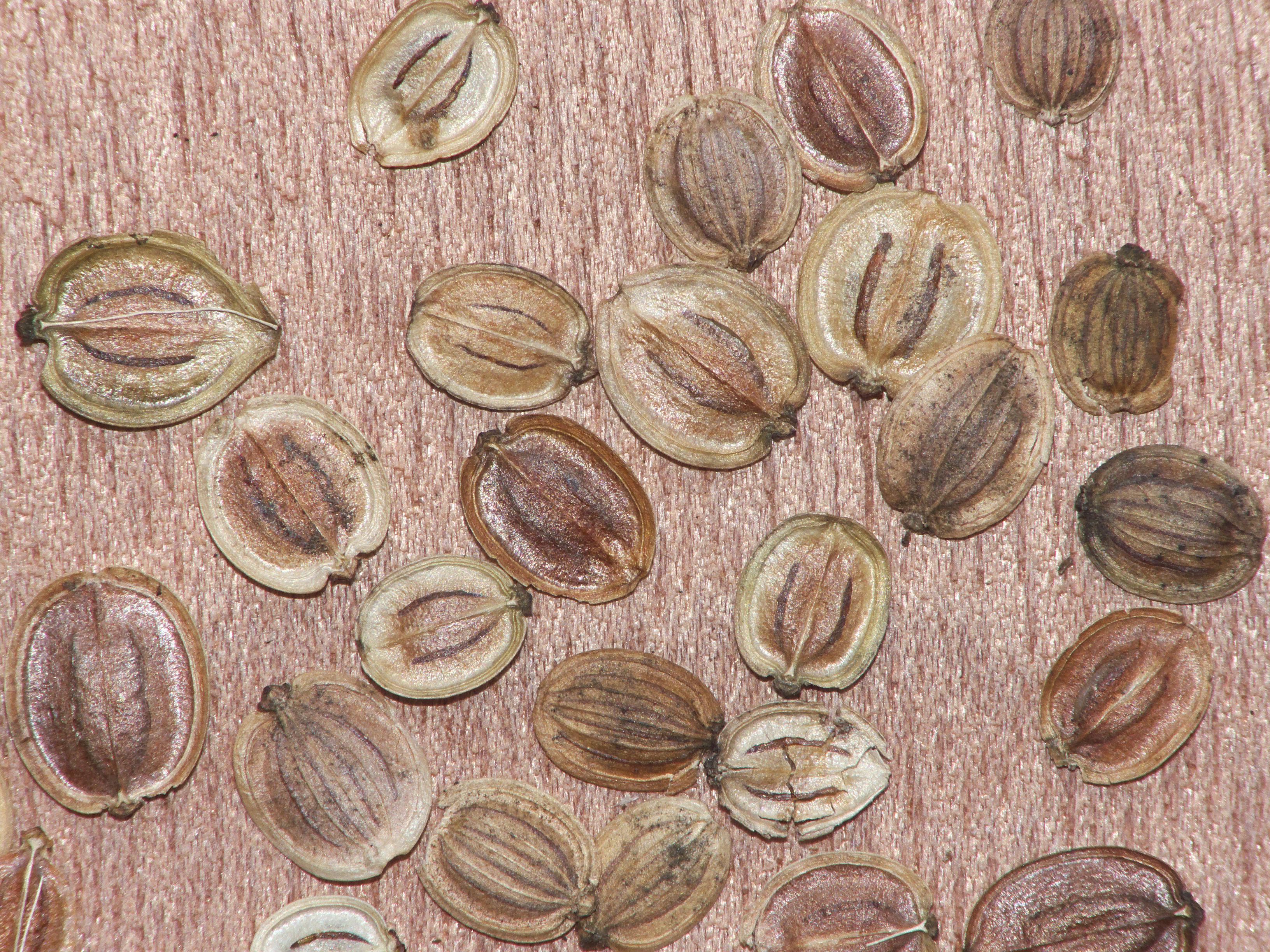
vruchten
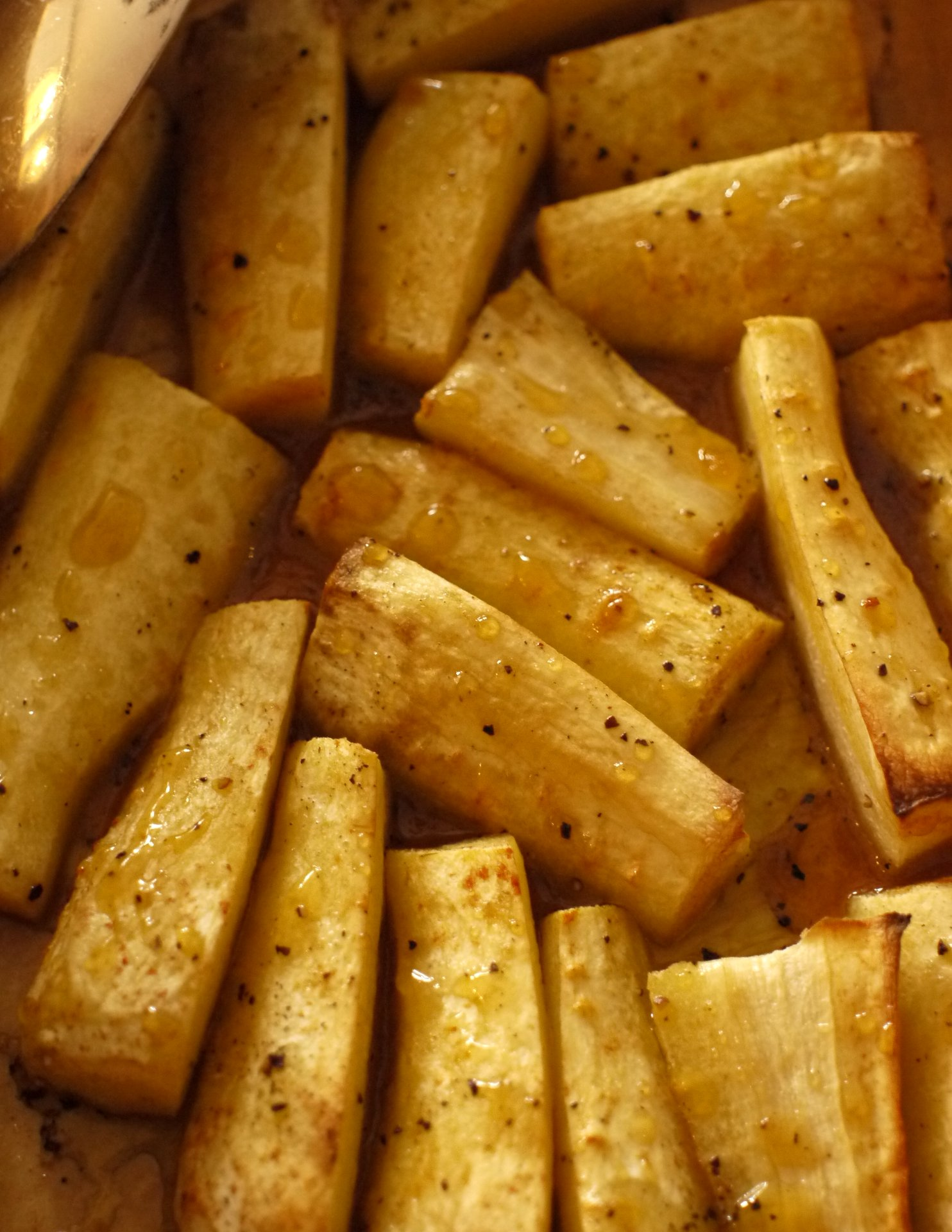
pastinaak uit de oven met honing en mosterd